# 中美关系史
中美关系史是指中国和美国的双边关系的历史。它可以追溯到美国建国之初。1784年（清朝乾隆四十九年），美国独立後不到半年就派中国皇后号到中国清朝进行贸易。1843年，顾盛担任首任美国驻华专员，驻地在澳门。第一次鸦片战争后，清朝被迫開放國門，于1844年与美国签署了第一個条约《望厦条约》。1858年清政府在第二次鸦片战争战败后与美国签订《中美天津条约》。此后又签订《辛丑条约》等不平等条约。1862年，美国在北京东交民巷建立驻华公使馆。1875年、即光绪元年，清政府开始向美国派遣公使。1878年，清朝在美国华盛顿设立永久性驻美公使馆，首任公使陈兰彬。1882年5月6日，美国总统切斯特·艾伦·阿瑟签署的一项法案《排华法案》，成为《美国法典》的一部分。1908年，美国为培养在华代理人和中国亲美派，退还了部分清政府的庚子赔款，该款项被用于留美预备学校的建立，該校後來成為清华大学。
1913年，現代的中美关系被建立起來，美国正式承认中华民国的北洋政府，取代大清与美国之间政府相互承认。在1922年华盛顿会议上，在美国的调停下，中国出巨资从日本手中赎回山东主权。1937年抗日战争爆发后，美国总统富兰克林·罗斯福宣布禁向中日两国运送军火。美国奉行中立政策，对中日双方都提供原材料。因为日本工业基础强于中国且中国沿海港口大多被日本占领或封锁，此举实际上有利于日本。直到战争进行17个月，即1938年12月，中国方获得美国1,500万美元桐油借款，还有2,000万美元锡贷款。外交人员几经努力，1942之前美国对华提供1.7亿美元贷款。太平洋战争爆发后，美国开始全力支援中国的抗日战争，以分担太平洋战场的压力。1945年抗战最终获得了胜利，美国与中国等五国组建联合国，并支持中国担任联合国安全理事会常任理事国，但中国内战爆发，美国选择援助国民政府对抗中国共产党。

## 清朝

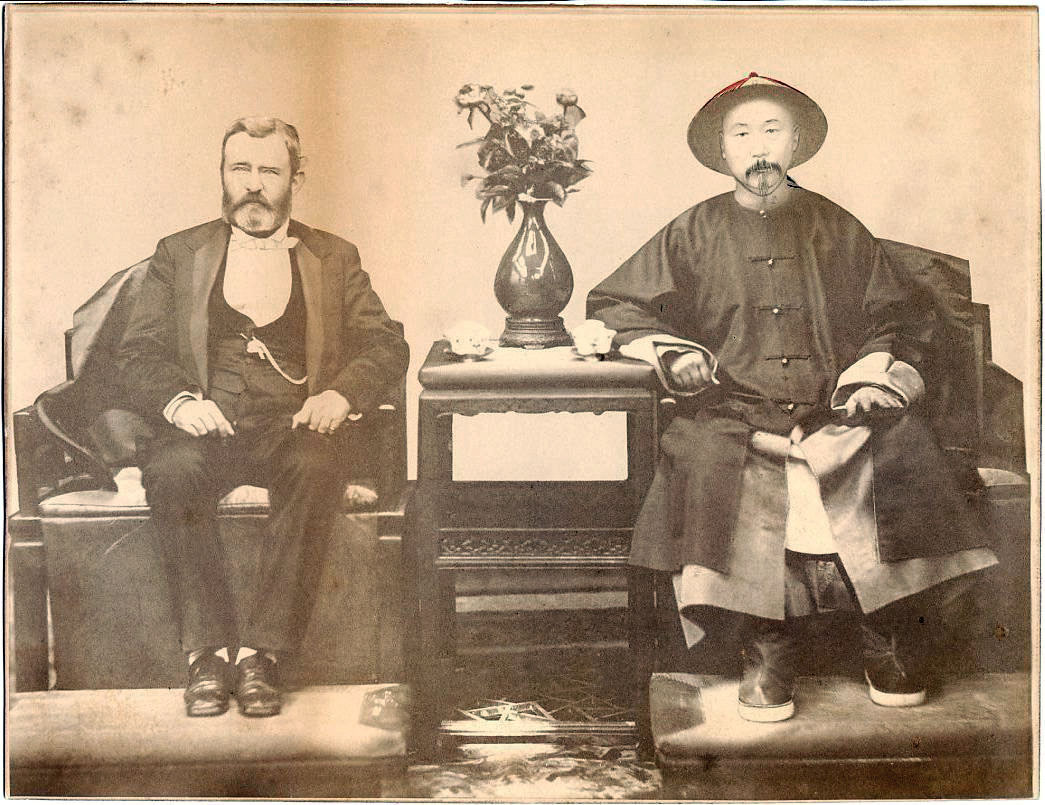
1879年於天津，直隸總督兼北洋通商大臣李鴻章與前美國總統（1877年卸任）尤利西斯·S·格蘭特

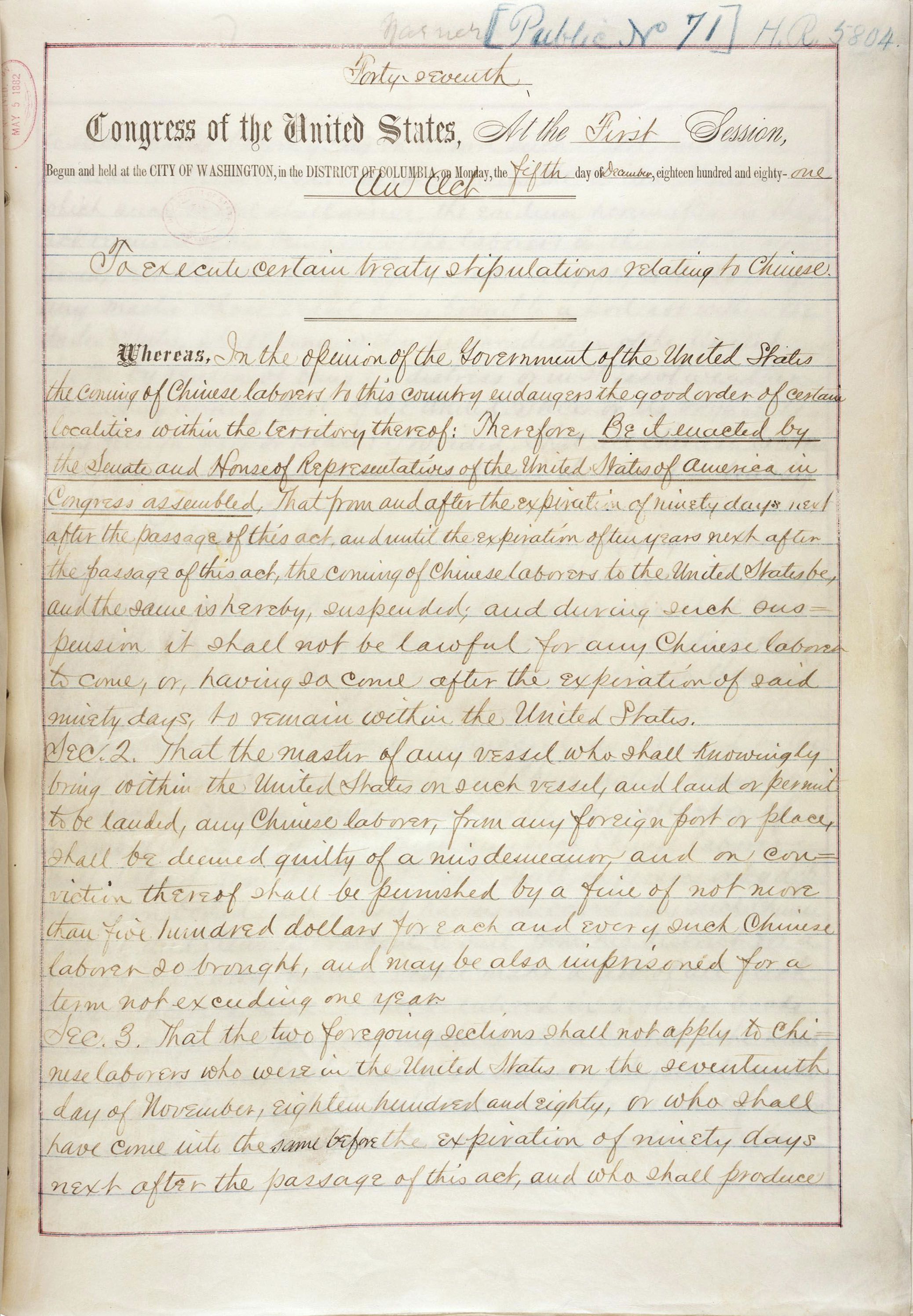
1882年《排华法案》

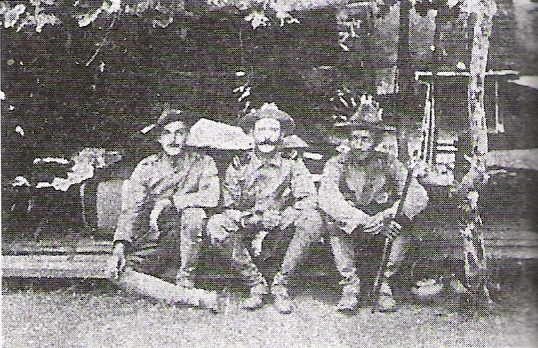
三名参与打击义和团运动的八国联军所屬美軍軍人

1784年，僅成立不到一年的美國，為開拓被英國所封鎖的海外貿易路線，派遣戰艦所改裝的武裝商船中國皇后號載著以人蔘、皮毛為主的貨物，出發前往澳門港與清廷進行貿易。船隻進港後嗚砲十三響作紀念，並掛起13星的美國國旗，是為美國國旗第一次在中國範圍掛起。也很有可能是第一批擁有美國國籍的人進入中國範圍。是為中美關係之始。
1843年，顾盛担任首任美国驻华专员，驻地在澳门。1844年，顾盛签署了美国与中国的第一个条约《望厦条约》。1858年清政府在在第二次鴉片戰爭戰敗後与美国签订《中美天津條約》。1862年，美国在北京东交民巷建立驻华公使馆。1878年，大清国在美国华盛顿建立常設性驻美公使馆，首任公使陈兰彬。
1882年5月6日，美国總統切斯特·艾倫·阿瑟签署的一项法案《排华法案》，成為《美国法典》的一部分。是1880年对《中美天津条约续增条约》的修订，允许美国暂停华人移民，美国国会根据修订的条约，很快就制定了这項法案。
1901年，清政府与美国等十一国签署了《辛丑条约》。1902年，美國政府抗議俄國在義和團之亂之後拒不撤兵滿洲違反了門戶開放政策。1905年，日本在日俄戰爭後取代俄國取得滿州南部，美國和日本共同承諾要維持在滿洲的平等，但美國承認日本在華特殊利益（藍辛-石井協定）導致減低門戶開放政策的約束力。在金融上，美國努力維護門戶開放政策，成立了一個國際財團。中國的鐵路貸款通過它實現各國貨幣之間的兌換。1908年，美国免除部分庚子赔款，用于遊美學務處的建设。三年间共组织三批近200人赴美留学。

## 中華民國

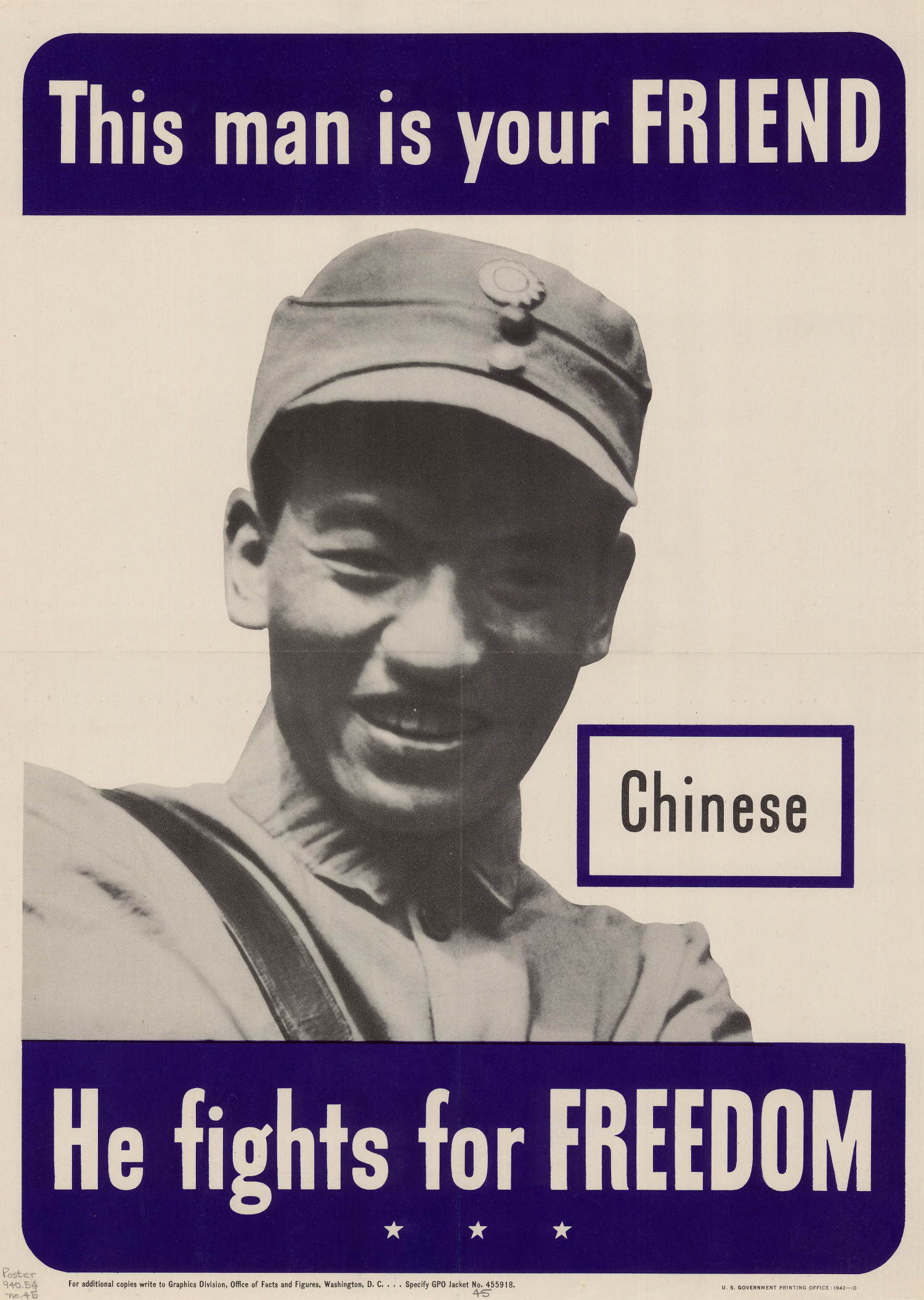
二战时期美国對一名國民革命軍士兵的宣传画，表明中美两国的同盟关系。

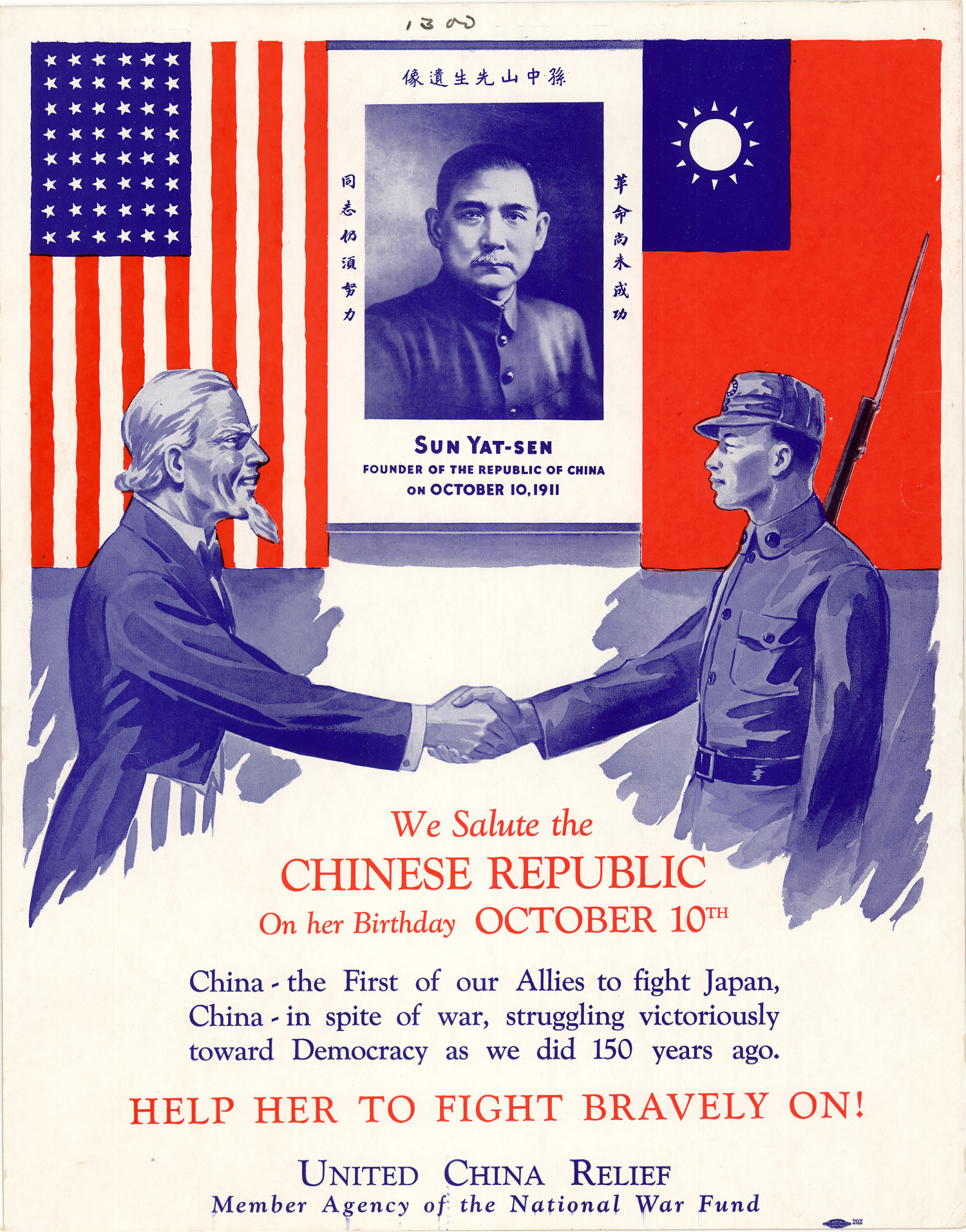
二戰期間的中美同盟，共同合作對軸心國作戰。

### 大陆时期
1913年5月2日，美国承认以袁世凯为大总统的中华民国，开始与北洋政府建立外交关系。1921年11月11日至1922年2月6日，召開華盛頓會議，簽署九國公約，再次確定了通過門戶開放政策維持中國的領土完整。然而，這一次由美國、英國、日本、法國，以及中國共同簽署的協定無缺乏任何的實施細則，但1931年日本侵略了滿洲並建立起滿洲國，門戶開放政策也隨之不存在了，使各國減少了約束力。
1928年4月4日，在国民政府与美国政府就南京事件分别在南京和华盛顿发表《宁案中美协定》。7月25日，美国驻华公使马慕瑞与国民政府代表财政部长宋子文在北平签订《整理中美两国关税关系之条约》，条约的签订意味着美国已正式承认国民政府。1935年，美國在華投資2億美元，日本5億美元；英國則是10億美元，在上海最多，又是對外貿易最大港口:107。二战时期，美国对华进行援助。
1941年後美國與日本談判，希望促使中日議和，國民政府軍事委員會委員長蔣中正電告美國政府不得犧牲中國以謀求對日妥協，要日本從中國撤兵及歸還侵佔中國之土地。美國政府隨後停止對日本供應戰略物資，並要日本只承認蔣中正領導之國民政府，無條件退出全部中國領土。
1943年1月11日於華盛頓簽訂《中美平等新約》，分為中文及英文版本，兩文效力相同。美國朝野普遍認為中國政府是中國民主化之希望所在。雖然中國推行訓政與美式民主差距很大，但由於同為同盟國盟友，當時美國政府、國會、一般民眾對於中國頗有好感；此時，中國抵禦日本獲列強正視與欽佩，國際地位提升。美國認為中國政府是重要盟友，可牽制日軍，但相對於美國對英國援助，中國得到美國軍援物資很少。蔣中正與美國駐華聯絡官約瑟夫·史迪威關係惡化，罗斯福以阿尔伯特·魏德迈接替其职，但中國與美國政府之間因此產生間隙。
1948年1月3日於南京簽定《中美經濟援助協定》，分為中文及英文版本，其中最特別是美方代表司徒雷登以中文簽名。8月5日協助成立中國農村復興委員會，即今中華民國行政院農業委員會前身。
1949年8月5日，美國國務院發表《中美關係白皮書》，正式名稱為《美國與中國的關係：特別著重一九四四年至一九四九年的階段》，書中表示，國民政府在國共內戰的失敗，是中華民國政府本身的領導問題，與美國無關，美國在戰後中國情勢已盡力而為，最後失敗應由國民黨負起全責，是為「袖手旁觀」政策。白皮書發表後，美國停止對中華民國的軍事援助，嚴重打擊了中華民國政府戰鬥的士氣。

### 台湾时期

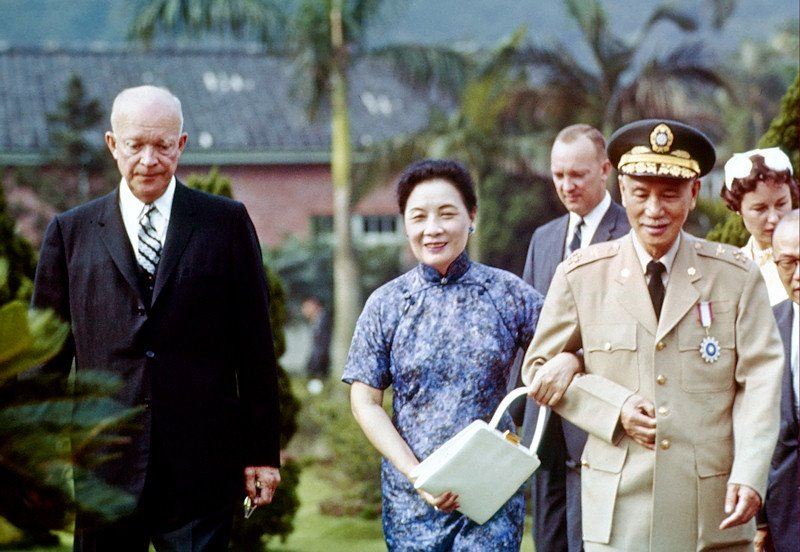
美国总统艾森豪威尔于1960年6月访问臺北市时与蒋中正、宋美龄的合影

1950年1月5日，美國總統杜魯門於發表「不介入台灣海峽爭端」的聲明。但在1950年6月，因為韓戰的爆發，讓美國決定把台灣納入西太平洋防禦體系。7月29日，美國國務院指任命藍欽（Karl L. Rankin）為駐華公使。
1953年2月27日，宣布任命藍欽為美國第36任駐華大使。1954年12月2日，於華盛頓簽訂《中美共同防禦條約》，分為中文及英文版本。
1957年3月20日，在陽明山「革命實踐研究院」擔任職員的男子劉自然，在駐台美軍上士雷諾的住宅門前，遭雷諾連開兩槍斃命，但在兩個月後，負責審理此案的美國軍事法庭卻以「殺人罪嫌證據不足」為由，宣判雷諾無罪釋放，引發台灣民眾反美衝突，史稱「劉自然事件」。
1959年，美國在台新聞處遷入日治時期「台灣教育會館」，新聞處原位於台北中山堂附近，因劉自然事件遭破壞。是1960年代台灣當時獲知歐美消息的重要管道，美國與中華民國斷交後，改為非官方性質的美國文化中心。
1965年8月31日於台北簽定《美軍在華地位協定》，因應劉自然事件，規範美軍在台灣司法適用管轄範圍。
1971年5月22日，建立亞洲蔬菜研究及發展中心協議備忘錄，由南韓、菲律賓、泰國、美國、越南共和國、中華民國簽署。
1979年1月1日，美国正式与中华人民共和国建交，美方与中华民国政府断绝外交关系。同時《臺灣關係法》生效，美國政府繼續維持美國人民與在台灣人民間之商業、文化及其他關係。

## 中华人民共和国

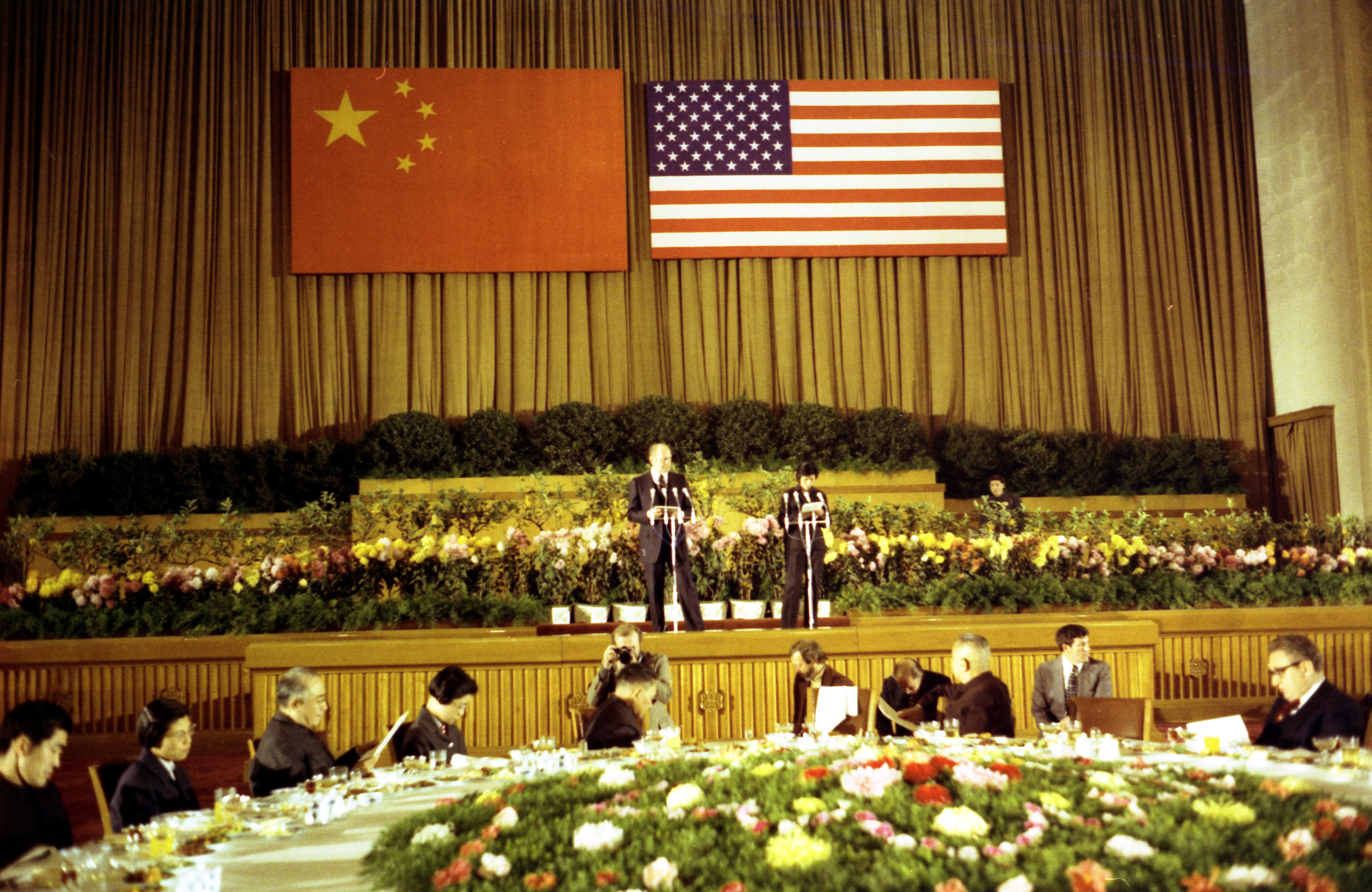
1975年福特总统访华，在人民大会堂晚宴上

中美关系始终不稳定。特别是在苏联解体后，美国最大的敌人消失，中华人民共和国失去了其制衡的作用，美国成为世界上唯一的超级大国，主导世界的发展。很多美国人对打着共产主义旗帜的中华人民共和国不信任，认为中华人民共和国将会成为东亚的霸权国家，挑战美国在全球的领导地位。也有人质疑中華人民共和国的人权状况、网络审查等，认为中华人民共和国是一个人权保护薄弱的国家。美国反对中华人民共和国夺取台湾，这里有意识形态和军事战略双重因素。同时，不少中国人认为，美国有意削弱、分裂中国，并通过对台军售、导弹防御系统等方法来确保中华人民共和国不会对美国构成威胁，因此具有强烈的反美情绪。
虽然两国之间有很多分歧，两国关系还是有许多保持稳定的因素。中美两国是主要的贸易合作伙伴，在反对恐怖主义、防止核扩散方面有着共同的利益。虽然冷战的结束使两国失去了共同的目标，反恐战争的开始则令恐怖主义成为两国的新敌人，一定意义上起到了改善两国关系的作用。

### 建国初期

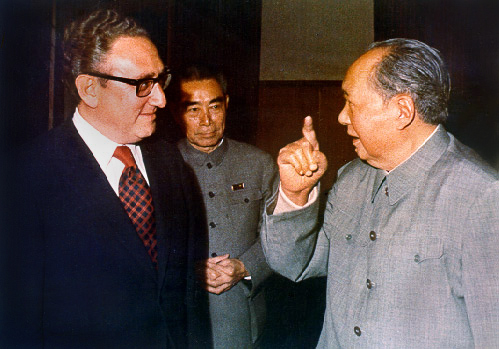
1971年，基辛格秘密访华，与毛泽东和周恩来会面。

1949年，中华人民共和国成立，在头三十年中，美国从未外交承认这个政府并继续与在台湾的中华民国政府保持外交关系，維持承认中华民国政府是台湾海峡两岸的唯一合法政府。
1949年中国人民解放军进入华南之时，美国的驻华大使馆也随中华民国政府一起撤往台北，不过部分驻华领事官员们仍留在中國大陸，直到1950年才全部撤离。1950年6月25日，朝鲜战争爆发:246:149，中华人民共和国与美国建交的可能性也随之破灭。1950年年底，中共在中国发动“仇视”、“鄙视”及“蔑视”美帝国主义的三视教育运动，以清除当时中国社会的“亲美、崇美、恐美”思想。朝鲜战争后，中国共产党政权和美国的關係急速惡化，但雙方都意識到對方的存在，1954年到1970年，北京政权和美国之间在瑞士日内瓦以及波蘭华沙共举行了136次大使级会谈。

### 1970年代
1960年代末，由於蘇聯的威脅，美国与中华人民共和国的领导人都意识到，改善双边关系符合两国的共同利益。1969年3月中蘇爆發珍寶島衝突，中華人民共和國與蘇聯持續處於敵對狀態，而中美關係則開始正常化。1969年，美国总统尼克松上台後，為了希望改善與中國的關係，下令宣布放宽对华的贸易限制。
1971年7月15日，美国总统尼克松宣布，他的国家安全顾问亨利·基辛格博士已经对北京进行了一次秘密访问，而他本人已经受邀访问中华人民共和国。1972年2月，尼克松总统访问北京、杭州以及上海，会见了中国共产党主席毛泽东和中国国务院总理周恩来等中国领导人。尼克松返国前，中美共同签署了《上海公报》，这是一份表达双方对外交事务看法的声明。在公报中，两国承诺会为外交关系的完全正常化努力。美国认识到海峡两岸都坚持一个中国，（并对此不表异议）支持和平解决两岸问题，将逐步减少在台美军设施和武装力量。这使得两国之间关系正常化的障碍——台湾问题——被暂时搁置，使得重新开启两国在贸易以及其他领域间的接触与合作成为可能。
1973年5月，在两国建立外交关系的努力下，美国政府在北京设立在华联络办事处，而中华人民共和国政府也在华盛顿设立类似的办事处。从1973年至1978年间，大卫·布鲁斯、乔治·布什、托玛斯·盖茨和伦纳德·伍德科克等美国大使级外交官先后担任过联络处负责人。
1975年福特总统访华，再次确定美方与中华人民共和国建立外交关系的意愿。1977年卡特总统上台后不久便重申上海公报的重要性。1978年12月15日两国政府宣布，美利坚合众国与中华人民共和国商定自1979年1月1日起互相承認並建立外交关系。

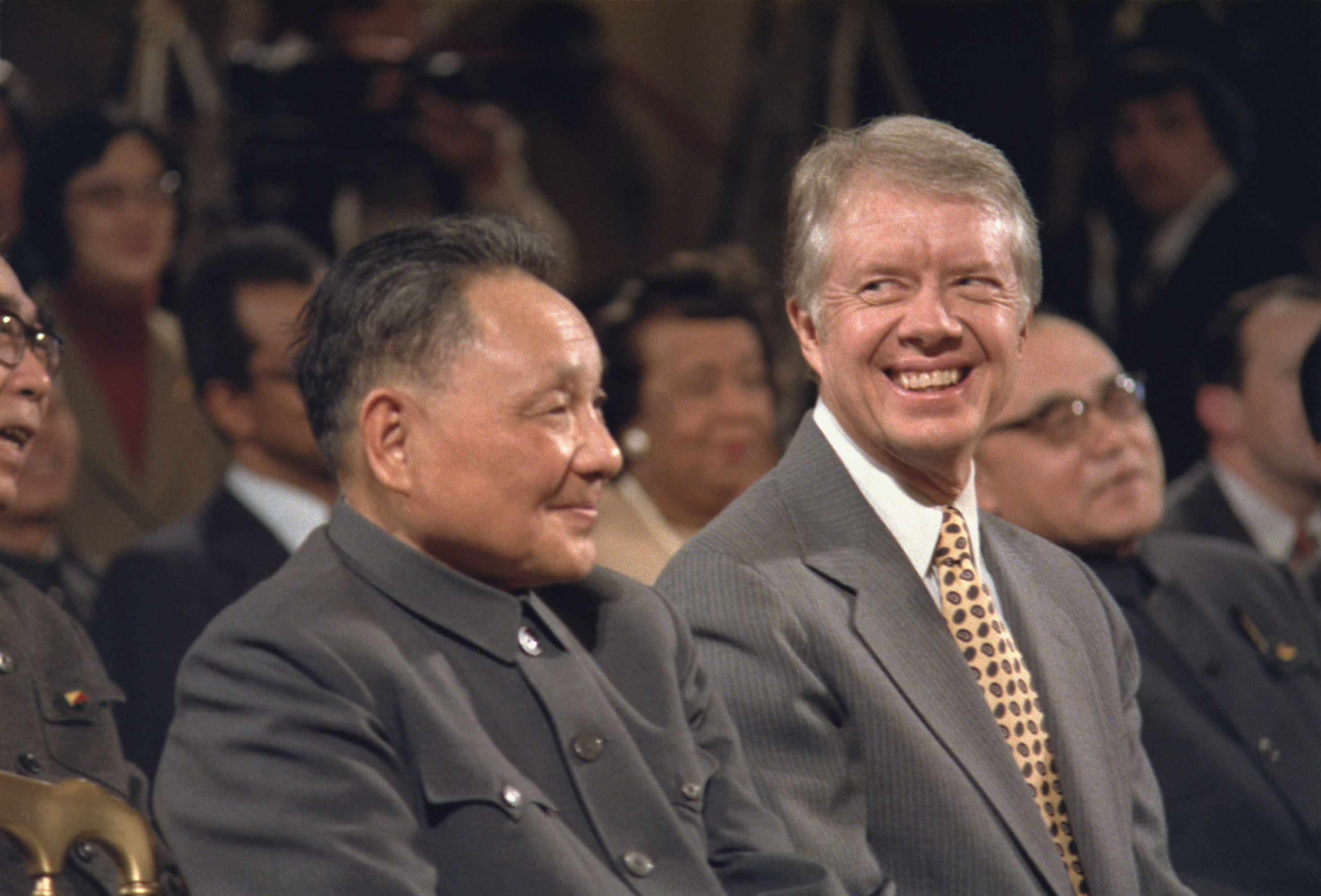
1979年邓小平访美期间会见時任美国总统吉米·卡特

### 1980年代
1979年1月1日，美國和中華人民共和國建交。在《中美建立外交关系联合公报》中，美国宣布断绝与中華民國（后美国称其为“台湾治理当局”）的外交关系，转而承认中華人民共和國。美国再次重申上海公报中所提到的一个中国政策，认知到台湾是中国的一部分，认同中華人民共和國政府是中國唯一的合法政府；中華人民共和國则表示同意美国人民继续与台湾人民保持商务、文化以及其他非官方的往来。美国国内的《台湾关系法》则对现行法律进行修改，以鼓励台美之间的非官方往来。中美建交也对中華民國造成了巨大的冲击。国民党召开11届3中全会应对此次冲击，决定与中共誓不两立、反共复国到底。
1979年1月，中国共产党副主席、国务院副总理邓小平访美，开启了两国之间一连串重要、高级别的交流，这些交流活动一直延续到1989年，期間是兩國關係最好的時期。两国之间签署了多个双边条约，特别是在科技与文化领域的交流活动以及贸易交流。自1979年初开始两国就在《科学技术合作条约》的框架下进行了数百个合作研究项目。
1979年3月1日，两国正式在北京和华盛顿设立大使馆。1979年8月，美国副总统沃尔特·蒙代尔对邓小平的访问进行回访。这次访问使得两国在1980年9月签署了在海洋领域、民航连接等方面的一些条约。
1980年代直到1989年前，期間是中美關係最好的時期。随着1980年双方高层与工作层级接触的加深，两国开始在更广泛的议题上进行对话，包括全球与地区战略问题、政治、军事问题、裁军问题、联合国以及其他多边组织事务等。两国的关系在1981年美售中華民國武器后出现短暫危机，中华人民共和国政府方面强烈反对美国出售武器予中華民國政府。1981年6月美国国务卿亚历山大·黑格访问北京，试图解释美国在与台湾维持非官方往来方面的政策。1982年5月，副总统老布什再度访华。两国在1982年8月17日签署的联合公报。在这第三个公报中，美国承诺将逐渐减少对台的武器出售，而中方则承诺和平解决台湾问题是中方的基本原则。1984年美國总统雷根与中华人民共和国国务院总理赵紫阳进行了互访，赵紫阳是首位访问美国的中国政府首脑。
1985年7月，中华人民共和国主席李先念访问美国，这是中国国家元首对美国的首次访问。1985年10月副总统老布什再度访华，並且设立了美在华的第四个总领事馆（美国驻成都总领事馆）。1985年至1989年间双方进行了多次内阁层级的交流，1989年2月美国总统老布什再度访华。兩國之间所进行的文化交流活动令两国人民都对对方的文化、艺术以及教育成就都有更深的认识。许多中方的访问学者以及官派留学生到美国进行学术交流。
1989年六四事件后，绝大多数国家通过各种途径对北京政府的武力镇压行为表达了強烈谴责。美国停止高层和官方的交流，禁止出售武器给中国大陸，宣布对中国大陸实施多项经济制裁。在1990年夏天的七国集团高峰会上，西方国家敦促中国大陸在政治经济领域进行进一步的改革，特别是在人权领域。六四事件使得很多投资者对北京政府丧失信任。美国政府也在1989年6月5日和20日颁布命令与法令，停止了与中国的部分投资、贸易活动。部分制裁以立法通过，一些是行政命令，包括：
- 美国贸易与发展局（TDA）：自1989年6月起停止在中国大陸开展新的活动。这项禁令直到2001年1月才由克林顿总统宣布撤销。
- 海外私人保险公司（OPIC）：1989年6月起停止在华开展新活动。
- 发展银行贷款／IMF贷款：美国不支持银行以及国际货币基金组织对中国进行贷款，除非要求贷款的项目与改善人权状况有关。
- 军需品出口：不向出口到中华人民共和国的军需用品发出许可令，除非出口被认为有利于美国国家利益。
- 武器进口：禁止从中国大陸进口武器、酒、烟草以及枪炮；这项禁令在1994年5月26日被解除。

### 1990年代
1993年7月23日起，美国称握有确凿证据，指责“银河号”货轮载有可以制造化学武器的硫二甘醇和亚硫酰氯运往伊朗的阿巴斯港。美国8月3日在与中国外交部的又一次交涉中，要求中国政府命令“银河”轮返回出发地；或由美国人登船检查货物；或者索性停留在某个地点，听候发落。美国还向该货轮计划停靠的港口所在国要求阻止该货轮按计划进港卸货。其间美国派出军舰、飞机对银河号跟踪监视，并要求银河号返航。“银河号”在印度洋的国际公海海域上被美军军舰截停并扣留长达三周之久。
中国外交部国际司副司长沙祖康以中国政府代表、中方检查组负责人的身份处理这次件事。在美国的压力下，中国态度软化并最终让步，同意在第三方的参与下进行检查。8月28日，沙特和美国的联合调查人员对停靠在达曼港附近的朱科勒海军基地的银河号进行检查。9月4日，“银河号”货轮上第628个，也是最后一个货箱被检查完毕，没有发现任何化学武器，三方签订检查报告。“银河号”被迫中止正常航运长达33天。
1996年3月23日中华人民共和国在中华民国第一次总统直接选举前夕举行军事演习，被解读为试图干预在中華民國总统选举——亦有人认为是表達对中國國民黨候選代表李登辉的不满。选举期间美国出动了两个航空母舰舰群到台湾海峡。在台海危机解除后，两国关系也开始逐渐回暖，高层交流增加，双边会谈取得进展，双方在人权、核不扩散以及贸易领域进行双边谈判。
1997年中共中央总书记江泽民访问美国，这是六四天安門事件以来中华人民共和国领导人首次访问美国。此次访问中双方签署了官员貫徹1985年的和平利用核能源合作的有关协议等多份协议。1998年6月美国总统克林顿回访中国，走访了中国多个城市，并与中国人民直接接触，发表演说，向中国人民传播美国的理想与价值观。
1999年5月美国轰炸中华人民共和国驻贝尔格莱德大使馆，引发中华人民共和国民众游行示威。直到1999年末双方关系才恢复。1999年10月两国就赔偿伤亡家属及财物达成协议。美国仅承認是由于使用三年前的卫星地图导致误炸，但是大陆民众普遍认为以美国的军事、科技实力不会出现如此低级失误，并不接受误炸的解释。

1997年10月29日，比尔·克林顿与江泽民在白宫举行新闻发布会。
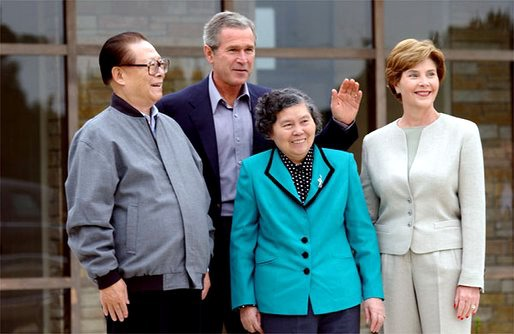
2002年10月25日，江泽民伉俪与小布希夫妇合影
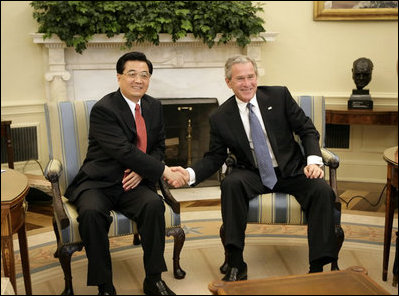
2006年胡锦涛和布什在白宫会面
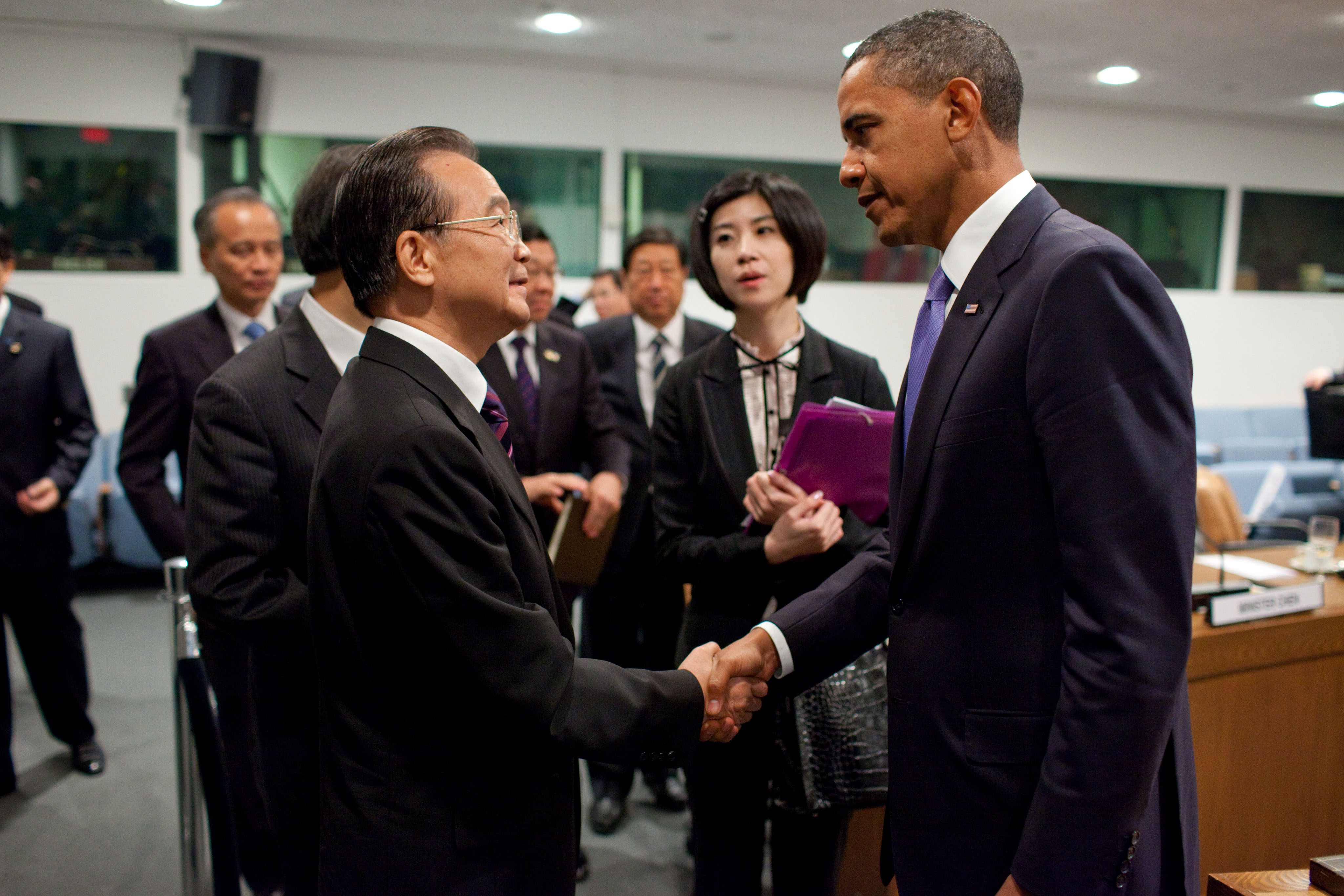
2010年温家宝在联合国总部会见奥巴马

### 2000年代
2001年4月中国一架歼-8II战斗机监视美国EP-3E侦察机对中国的侦察活动，兩架飛機在南中国海区域相撞，美方侦察机迫降于中国海南省，中方战斗机撞毁，飞行员跳伞后失踪（后經确认丧生）。经过磋商后美国总统布什写信慰问当时的中华人民共和国领导人江泽民，即“两个表示遗憾的信件”。美方人员在被拘留11天后返国。两国关系也随着此次事件的降温以及此后的一系列事件而重新恢复。在911事件后中美关系从本质上发生变化。中华人民共和国公开强烈支持打击恐怖主义的战争。中国在联合国安理会投票支持安理会第1373号决议，支持美国等联军对阿富汗的军事打击，并在塔利班政权垮台后向阿富汗提供了1.5亿美元的人道救助。911之后中美开展了反恐方面的双边对话。
在美国遭受恐怖袭击後，美国不再将中华人民共和国看作是最大的潜在威胁，转而注重中东局势以及恐怖主义威胁，美国认识到东亚局势必须保持稳定。2005年开始，美国提出中美两国是“利益相关的参與者（Stakeholder）”的论点，着重强调双方的可合作性。
在中华人民共和国也意识到美国在阿富汗以及伊拉克的军事行动，令美国无法再在东亚制造针对中国的行动。部分民众在事件发生后有庆祝活动或言论，指事件是美国政府和人民咎由自取，亦有另部份人察觉911所带来的巨大破坏，並对事件深表同情，亦有部份侨胞在事发後参与救援及协助工作（其中一名华人曾喆因热心参与救援工作，而获得纽约市政府以他的名字为一条街道命名以作纪念）。由于伊拉克局势以及反恐方面美国必须寻求中国的合作，中华人民共和国民间的反美情绪有些微减缓但微不足道，亦有部份民众和保守派领导层倾向由中华人民共和国政府自行作出反恐行动，不跟美国等国家合作。

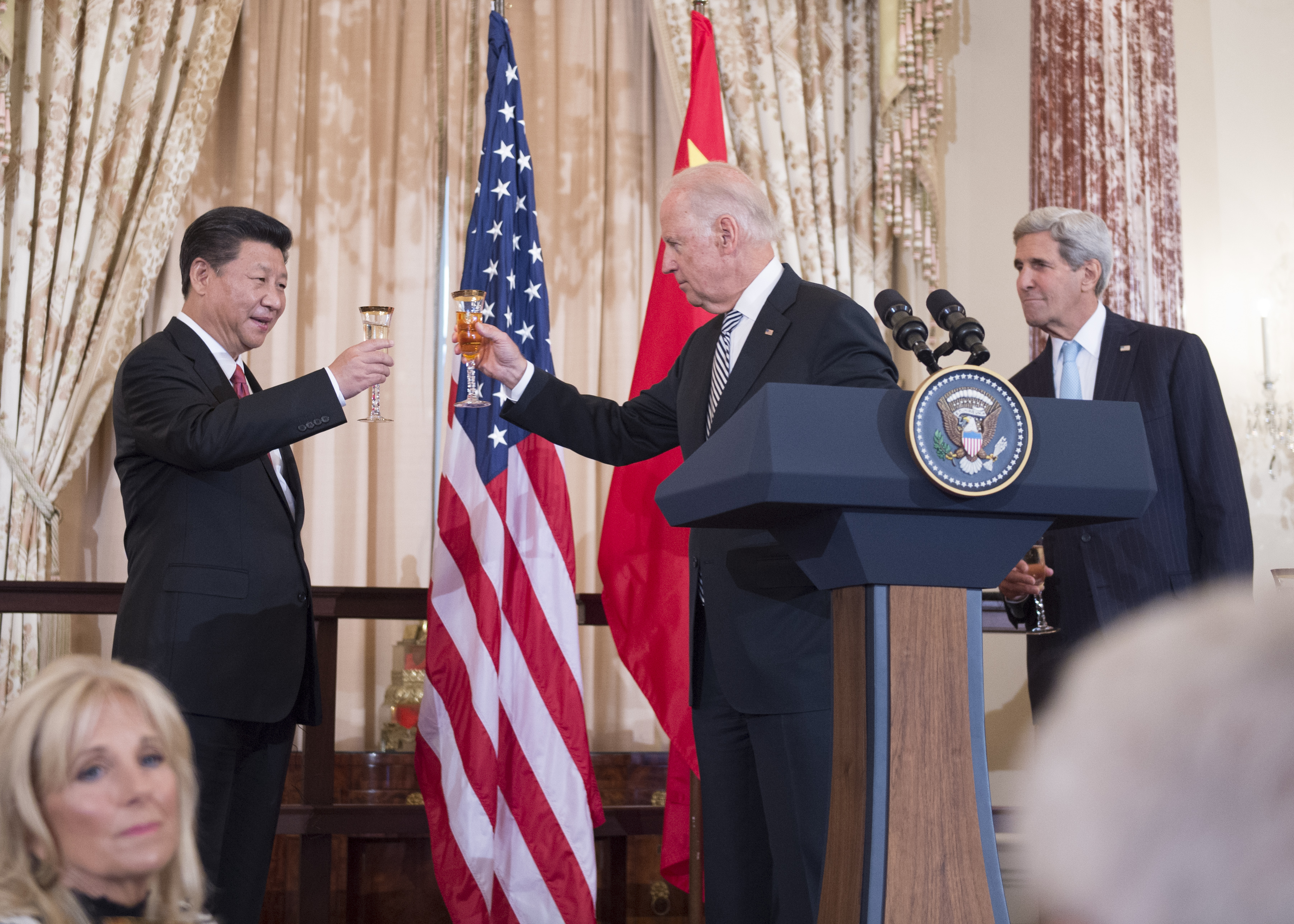
習近平訪美期間會見國務卿

### 2010年代
中华人民共和国和美国也共同在地区问题上合作。中华人民共和国在朝鲜核问题上与美国进行紧密合作，中方在朝鲜宣布退出核不扩散条约后表示强烈反对。中华人民共和国并希望维持朝鲜半岛无核化。在中华人民共和国的努力下，朝鲜与美国开始了有关核问题的多边谈判，亦即六方會談。然而到2009年朝鮮宣佈退出六方會談後，會談已經終止，後多年朝鮮進行了核試爆和飛彈試射，朝核問題至今仍然尚待解決。
習近平在2012年出任中共中央總書記和中央軍委主席，成為中國最高領導人，執掌這個擁有14億人口的世界第二大經濟體。習近平在處理國際關係上採取更加進取的手段，甚至發起「戰狼外交」，並在事實上視美國為中國的頭號敵人，中美關係演變成新冷戰。

### 2020年代
2020年5月28日，特朗普政府因中國全國人大常委會制定《港區國安法》，宣布中止對香港的關係稅優惠政策。
2020年7月21日，美国要求中国在7月24日16时前关闭中国驻休斯敦总领事馆。中国外交部发言人汪文斌表示强烈谴责，并表示将做出反应。7月24日，中国宣布撤销美国驻成都总领事馆的设立和运行许可。
2020年7月23日，美國國務卿蓬佩奧在前總統尼克森的紀念圖書館發表演說《共产中国与自由世界的未来》，指責中國造成2019冠狀病毒病疫情擴散並實施「暴政」威脅美國和世界各國的經濟、自由、國家安全和民主，呼吁改变中共威胁自由世界的行为。蓬佩奥亦批评“习近平总书记是一个破产的极权主义意识形态的真正信仰者”（英語：General Secretary Xi Jinping is a true believer in a bankrupt totalitarian ideology），呼吁中国人民改变中共。2021年1月21日，中国外交部发言人宣布中方对特朗普政府国务卿蓬佩奥等28人实施制裁。
2021年3月18日至19日，中共中央政治局委员、中央外事工作委员会办公室主任杨洁篪、国务委员兼外交部长王毅與美国国务卿安東尼·布林肯、总统国家安全事务助理傑克·蘇利文在安克雷奇举行中美高层战略对话。這是拜登政府時期兩國之间首次高层面对面接触。而此次對話火藥味十足，被《華盛頓郵報》評論為「拜登政府首次領教到中國『戰狼外交』作風」。
2021年11月16日上午，中共中央總書記習近平同美國總統拜登舉行視頻會晤；習近平強調，中國倡導和平、發展、公平、正義、民主、自由的全人類共同價值；搞意識形態劃線、陣營分割、集團對抗，結局必然是世界遭殃；冷戰的惡果殷鑒不遠；希望美方把不打「新冷戰」表態落到實處。
2022年11月14日，二十国集团巴厘岛峰会前夕，习近平与乔·拜登进行九年来的首次会面，也是习近平再次连任中国共产党中央委员会总书记，进入最高领导人第三任期后两人首次会谈。
2023年6月18日至19日，美国国务卿布林肯到访中国，是五年来首位到访中国的美国国务卿。期间布林肯在北京先后会见了国务委员兼中国外交部部长秦刚、中共中央政治局委员兼中央外事办主任王毅、中共中央总书记兼中国国家主席习近平。其中，布林肯与秦刚会谈进行了五个半小时，其后美国国务院会谈后的新闻稿则称，布林肯同秦刚进行了“坦诚、实质性和建设性的会谈”。隨後，美國總統拜登公開稱中国气球飞越北美事件让习近平这位「獨裁者」非常难堪，引起中方強烈不滿。
2023年11月15日，習近平与拜登在APEC峰會期間舉行雙邊會談，拜登在兩人會面後的記者會上再次重申習近平是一名獨裁者，源於共產黨統治下的一人體制。
2025年1月17日，外交部宣布中国国家副主席韩正会出席美国第47任总统特朗普的就职典礼。